# Gaius Fannius
Gaius Fannius (2. století př. n. l.) byl římský politik, který byl zvolen konzulem na rok 122 př. n. l. a patřil mezi hlavní odpůrce reformátora Gaia Graccha. Byl také členem kroužku významných mužů kolem Scipiona Aemiliana.

## Život
Gaius Fannius byl synem Marka Fannia (jehož bratr byl pravděpodobně Gaius Fannius Strabo, konzul roku 161 př. n. l.) Za předpokladu, že tento Gaius Fannius nebyl historikem, který bojoval ve třetí punské válce, byl v roce 146 př. n. l. v Makedonii členem štábu Quinta Caecilia Metella a byl jím jmenován jako člen poselstva k achájskému spolku, který měl přesvědčit, aby nevstupoval do války proti Římu. Poté, co byli vyslanci představiteli spolku uráženi a jejich varování přehlížena, Fannius jednání opustil a odešel do Athén.
Fannius se dále objevuje v roce 141 př. n. l., kdy sloužil s vyznamenáním jako vojenský tribun pod velením Quinta Fabia Maxima Serviliana v provincii Hispania Ulterior ve válce proti Viriathovi. Předpokládá se, že někdy po roce 139 př. n. l. (možná 137 př. n. l.) byl zvolen tribunem lidu. Pravděpodobně kolem roku 127/6 př. n. l. zastával úřad praetora, protože během této doby byl zmíněn v dekretu odpovídajícím na žádost vládce hasmoneovského království Jana Hyrkána o římskou pomoc.
S podporou tribuna lidu Gaia Graccha byl v roce 122 př. n. l. zvolen konzulem spolu s Gnaeem Domitiem Ahenobarbem. Jakmile se však dostal do úřadu, obrátil se proti Gracchovi, postavil se proti jeho reformním opatřením a podpořil konzervativní senátorskou stranu, stavějící se proti jakýmkoli reformám, které by měly mít nepříznivý dopad na její bohatství a postavení. Během svého konzulátu uposlechl nařízení senátu a vydal prohlášení, kterým přikázal všem spojencům z řad Italiků opustit Řím. Vyslovil se také proti Gracchovu návrhu na rozšíření římského občanství i pro Latiny. Fanniova řeč byla v Ciceronově době považována za mistrovské řečnické dílo a byla široce čtena.

## Rodina
Gaius Fannius se oženil s Laelií, dcerou Gaia Laelia Sapienta. Na radu svého tchána navštěvoval na Rhodu přednášky stoického filozofa Panaitia.